# Сихуле
Сихуле — группа народов, проживающая на территории Индонезии.

## Язык
Сихуле, или сималурцы, говорят на сималуре или лембано.

## Численность
Сихуле проживают на острове Симелуэ и их численность составляет около 50 тыс. чел.

## История и происхождение
Сихуле имеют богатую историю и уникальное происхождение. Первоначально населявшие остров Симелуэ, они развили свою культуру и традиции в изоляции от материковой части Индонезии. Со временем, благодаря контактам с соседними народами и прибывшими мигрантами, их культура и язык эволюционировали, но сохранили уникальные черты.

## Религия
Сималурцы являются мусульманами-суннитами.

## Культура
Смешение с селившимися на острове ачех, хами, минангкабау, малайцами привело к исчезновению традиционной культуры, близкой к культуре ниасцев.

## Традиционное занятие
В основном занимаются рисосеянием также разводят буйволов для экспорта.

## Землетрясение
26 декабря 2004 года Симелуэ подвергается землетрясению в провинции Ачех (Bagla,Stone,Kerr 2005: 1602).